# Грачов Юрій Олександрович
Ю́рій Олекса́ндрович Грачо́в (1975 —18 грудня 2014) — старший лейтенант запасу Збройних сил України, учасник російсько-української війни.

## З життєпису
Інженер, волонтерська група «Аеророзвідка».
18 грудня 2014-го в першій половині дня на Яворівському полігоні під час навчань з військовими щодо використанню заряду для безпілотного літального апарата стався вибух. Грачов зазнав травм, несумісних з життям.

## Нагороди
За особисту мужність і героїзм, виявлені у захисті державного суверенітету та територіальної цілісності України, вірність військовій присязі під час російсько-української війни нагороджений
- орденом За мужність III ступеня (22.1.2015, посмертно).